# Teeswater (race ovine)
Pour l’article homonyme, voir Teeswater (Ontario).
Le teeswater est une race ovine originaire du nord de l'Angleterre, spécialement de la région de Teesdale, la vallée de la Tees, dans le Yorkshire du Nord. C'est une race à laine longue dont le diamètre de la fibre est grand.  Elle est élevée pour sa viande d'agneau et de mouton, ainsi que pour sa laine. Cette race est suivie par le Rare Breeds Survival Trust, car elle est classée dans la catégorie « vulnérable ».

## Histoire
Le teeswater est apparu au début du XIXe siècle dans le comté de Durham du Yorkshire du Nord, mais il a été délaissé dans l'entre-deux-guerres au profit de races plus productives. Il connaît une certaine renaissance après les années 1950, surtout après la fondation en 1949 de l'association des éleveurs de teeswater dont l'objectif est de préserver et d'améliorer la race.

## Description
Le teeswater est un mouton rustique à la robe blanche de grande taille et à la laine longue et fine.
Il a la tête large, sans cornes, aux mâchoires développées avec un mufle large et brun. Les pattes sont bien droites de couleur brune et blanc cassé.